# 이타우과
이따구아(스페인어: Itauguá)는 파라과이 센트랄주의 도시로 면적은 122km2, 높이는 170m, 인구는 100,456명(2016년 기준), 인구 밀도는 1,090.84명/km2이다. 1728년 6월 27일에 설립되었다. 파라과이의 수도인 아순시온에서 30km 정도 떨어진 곳에 위치한다.